# 札幌市営中島球場
札幌市営中島球場（さっぽろしえいなかじまきゅうじょう）はかつて札幌市中央区中島公園の敷地内にあった野球場である。

## 概要
1918年の開道五十年記念北海道博覧会の開催後、その会場跡地を再開発した中島公園の敷地内に建設されたが、当初はバックネットとベンチだけの小規模な「草っぱらグラウンド」にしか過ぎなかったが、国際親善試合や全道クラスの少年野球の大会も行われるなど、札幌地区におけるアマチュア野球の主要球場として使われた。
1949年に札幌市の「創建80周年・自治50周年」の最大記念事業として球場の改築が実施され、両翼94m・中堅111m、2万人収容の座席を兼ね備えた本格的な球場へリニューアルし、1951年5月9日に行われた「広島カープ対名古屋ドラゴンズ戦」でプロ野球の公式戦が初めて開催された。しかし、その後3年間で5試合しか開催されず、札幌市でのプロ野球1軍の主要な開催場は札幌円山球場に移行するようになる。
その後も中島球場はアマチュア野球を中心に使用され、道内の高校球児たちはこの球場を「北の甲子園・後楽園」と崇め、数多くの大会に使用され続けたが、市街地の発展により、1977年、球場の機能を北区の札幌市麻生球場に移転し、球場周辺を公園地区として再整備するため1980年7月に開催された社会人野球の試合をもって閉鎖された。